# Hibiscus mutatus
Hibiscus mutatus är en malvaväxtart som beskrevs av N. E. Brown. Hibiscus mutatus ingår i Hibiskussläktet som ingår i familjen malvaväxter. Inga underarter finns listade i Catalogue of Life.